# Prinzenpark (Karlsfeld)

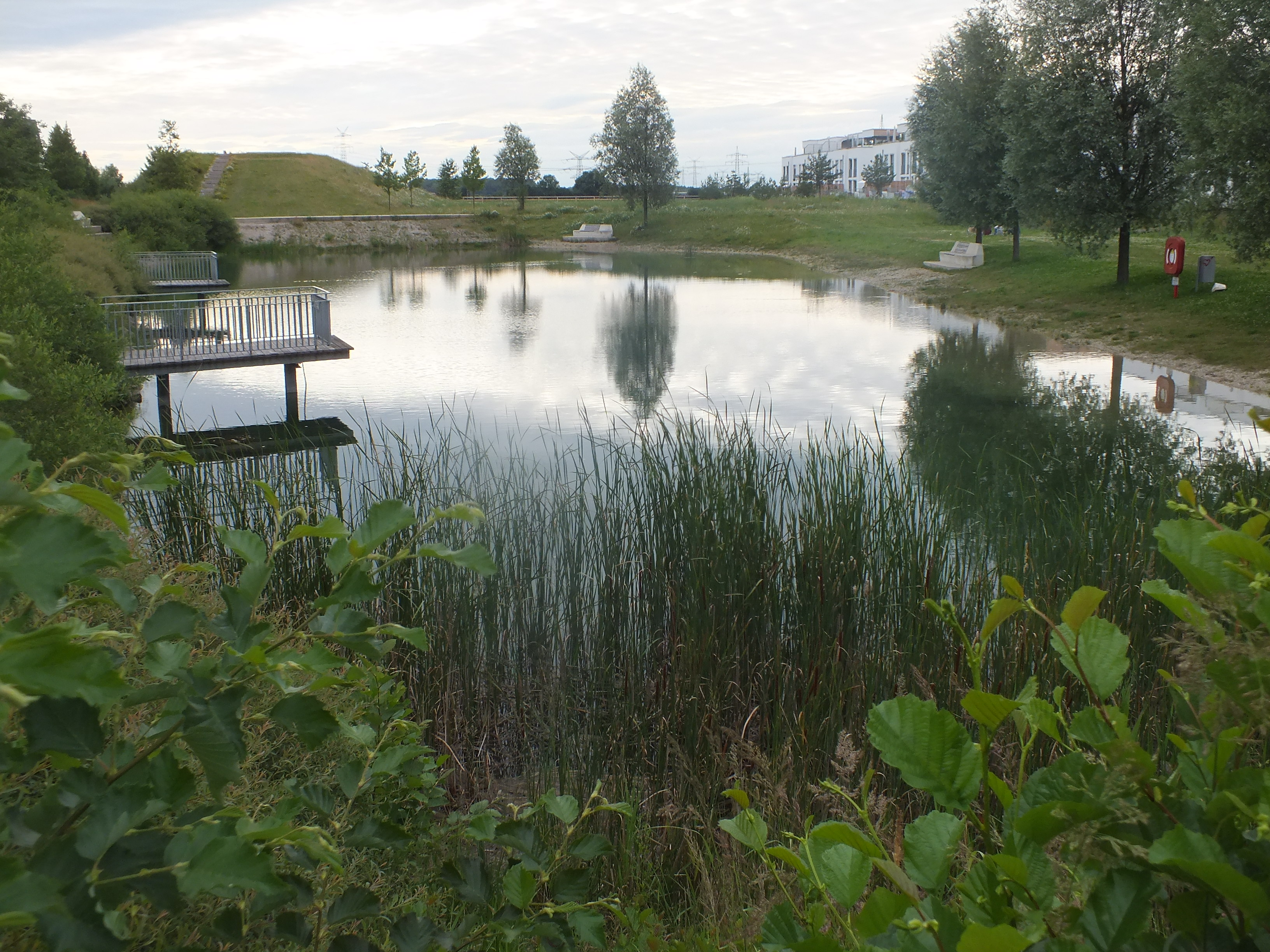
Prinzenpark von Osten

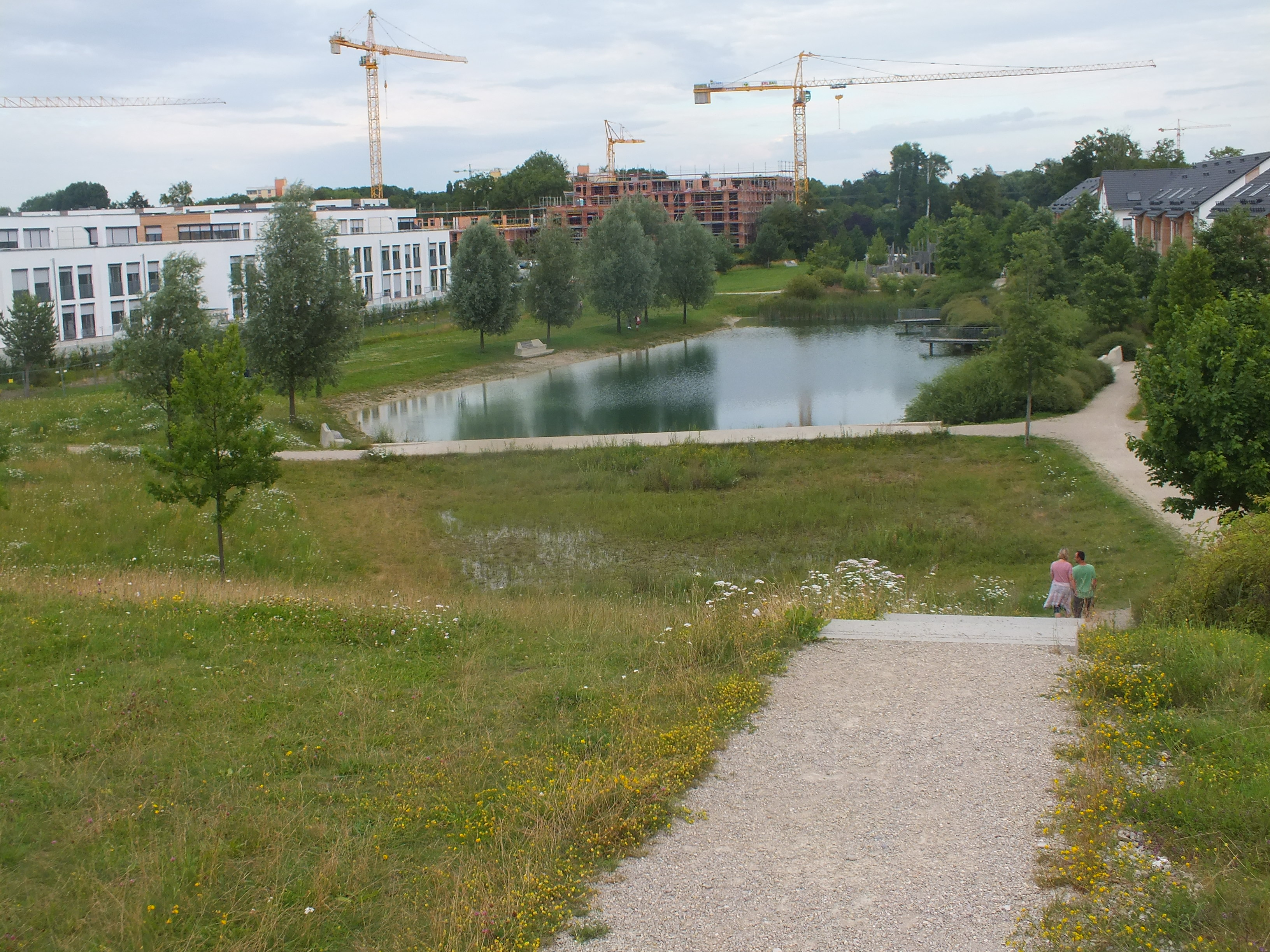
Blick von Westen

Der Prinzenpark ist ein 3 Hektar großer Stadtpark im oberbayerischen Karlsfeld im Landkreis Dachau.

## Lage
Der Park liegt 12,8 km nordwestlich vom Zentrum Münchens im Dachauer Moos auf einer Höhe von 495 m ü. NN. Südlich und nördlich wird er von Reihenhaussiedlungen begrenzt, westlich öffnet sich die Flur großzügig zu der Allacher Weide und dem Hadinger Schrot hin. Im Nordosten befindet sich ein Gebäuderiegel mit circa 250 seniorengerechten Wohnungen. Der Park umfasst etwa 3 ha. Der Bau begann nach Sondierungsarbeiten auf eventuelle Rüstungsaltlasten.

## Beschreibung
Der Park enthält einen etwa 2.700 m² großen Himmelsteich, ein Tagebaurest früheren Kiesabbaues, der über das Grundwasser hydrologisch mit der 400 m östlich fließenden Würm verbunden sein dürfte.
Weiterhin gibt es einen Spielplatz und eine Tischtennisplatte. Eine ehemalige Abraumhalde wird als Rodelhügel mit Aussichtsplattform genutzt und schließt den Park im Westen ab.